# المهاجر بن زياد
الصحابي المهاجر بن زياد بن أنس بن الديان بن قطن بن زياد الحارثي أخو الربيع بن زياد الحارثي، قُتِل في فتح تستر مع أبي موسى الأشعري، وكان يقاتل صائمًا، فقال أَخ له لأَبي موسى: إِنه يقاتل صائمًا. فعَزَم عليه أَن يفطر، فأَفطر المهاجر، ثم قاتل حتى قُتِل. وقيل: قُتل المهاجر بن زياد بمَناذِر سنة تسع عشرة.